# Bęben (muzyka)

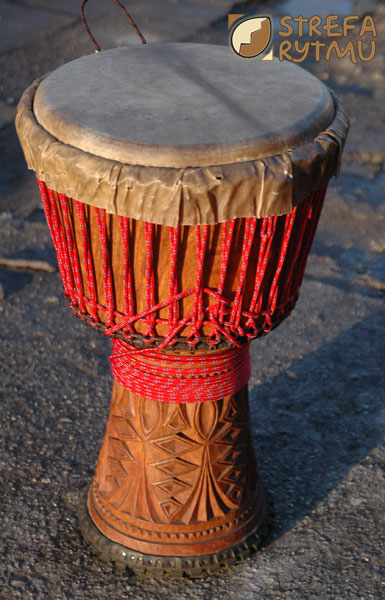
Bębny indiańskie

Bęben – instrument muzyczny z grupy membranofonów. Składa się z walcowatego korpusu rezonansowego i 1 lub 2 membran. Dźwięk wydobywa się uderzając w membranę bębna pałkami, specjalnymi szczoteczkami, dłonią lub palcami, a także w wyniku jej pocierania. Bęben pochodzi z epoki neolitycznej i należy do najstarszych instrumentów świata. 
Podstawowe odmiany bębnów to:
- bęben klepsydrowaty (djembe)
- bęben mały (werbel, bębenek, tamburo militare)
- bęben neolityczny
- bęben obręczowy
- bęben podłużny (taraban)
- bęben stożkowy
- bęben wielki (tołumbas, bęben basowy, tamburo grande)
- bębenek baskijski (tamburyn)
- tamburyn prowansalski (mały bęben podłużny)